# 812-й истребительный авиационный полк
812-й истребительный авиационный Севастопольский Краснознамённый ордена Суворова полк (812-й иап) — воинская часть Военно-воздушных сил (ВВС) Вооружённых Сил РККА, принимавшая участие в боевых действиях Великой Отечественной войны.

## Наименования полка
За весь период своего существования полк несколько раз менял своё наименование:
- 812-й истребительный авиационный полк;
- 812-й истребительный авиационный Севастопольский полк;
- 812-й истребительный авиационный Севастопольский Краснознамённый полк;
- 812-й истребительный авиационный Севастопольский Краснознамённый ордена Суворова полк;
- Полевая почта 26370.

## Создание полка
812-й истребительный авиационный сформирован 26 марта 1942 года в Московском военном округе на аэродроме г. Люберцы и укомплектован молодым лётным составом, окончившим авиационные школы в 1941—1942 гг. Полк получил 10 И-16 и 2 Як-7.

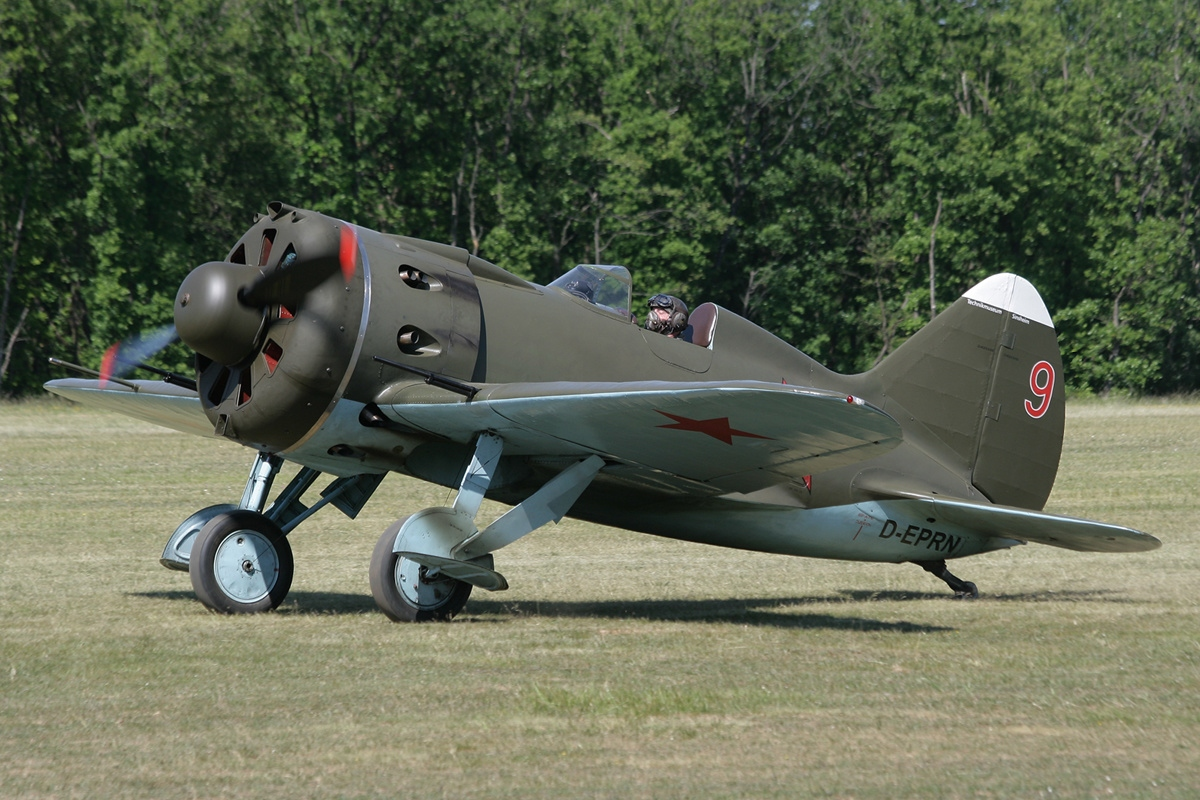
И-16

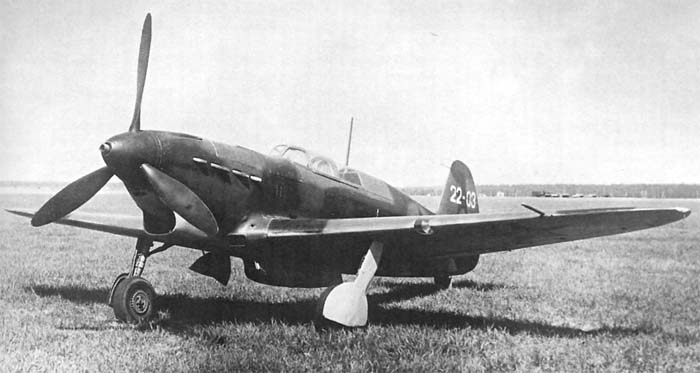
Истребитель Як-7

## Расформирование полка
812-й Севастопольский Краснознамённый ордена Суворова истребительный авиационный полк 3 апреля 1947 года расформирован в составе 265-й истребительной авиационной дивизии 3-го истребительного авиационного корпуса 16-й ВА ГСОВГ на аэродроме г. Бранденбург.

## В действующей армии
В составе действующей армии:
- с 26 июля 1942 года по 8 августа 1942 года,
- с 22 сентября 1942 года по 9 декабря 1942 года
- с 7 апреля 1943 года по 22 июня 1943 года,
- с 9 июля 1943 года по 3 августа 1943 года,
- с 1 сентября 1943 года по 12 мая 1944 года,
- с 22 июня 1944 года по 9 сентября 1944 года,
- с 21 ноября 1944 года по 9 мая 1945 года.

## Командиры полка
| Звание              | Имя                          | Период                  | Примечание |
| ------------------- | ---------------------------- | ----------------------- | ---------- |
| майор               | Лохин Иван Кузьмич           | 03.1942 — 12.1942       |            |
| майор               | Ерёмин Алексей Устинович     | 12.1942 — 18.06.1943    |            |
| майор               | Николаенков Дмитрий Ефимович | 18.06.1943 — 09.1943    | ВРИД       |
| майор               | Корнилов Николай Сергеевич   | 04.10.1943 — 10.01.1944 |            |
| майор, подполковник | Попов Иван Феоктистович      | 10.01.1944 — 11.12.1944 | погиб      |
| майор               | Власов Михаил Васильевич     | 12.1944 — 04.1947       |            |

## В составе соединений и объединений
| Период        | Фронт (округ)                                   | армия                            | корпус                                 | дивизия                                      | примечание |
| ------------- | ----------------------------------------------- | -------------------------------- | -------------------------------------- | -------------------------------------------- | --- |
| 26.03.1942 г. | Московский военный округ                        | ВВС МВО                          |                                        |                                              | И-16, Як-7, Люберцы |
| 01.06.1942 г. | Московский военный округ                        | ВВС МВО                          |                                        | 263-я истребительная авиационная дивизия     | получил 22 Як-1 |
| 26.07.1942 г. | Калининский фронт                               | 3-я воздушная армия              |                                        | 263-я истребительная авиационная дивизия     | Як-1 |
| 08.08.1942 г. | Калининский фронт                               | 3-я воздушная армия              |                                        | 263-я истребительная авиационная дивизия     | Убыл в тыл на доукомплектование                                                                                            |
| 09.08.1942 г. | Московский военный округ                        | ВВС МВО                          |                                        |                                              | аэродром Степышино Московской области                                                                                      |
| 22.09.1942 г. | Сталинградский фронт                            | 16-я воздушная армия             |                                        | 283-я истребительная авиационная дивизия     | Як-1, Як-7 |
| 30.09.1942 г. | Донской фронт                                   | 16-я воздушная армия             |                                        | 283-я истребительная авиационная дивизия     | Як-1, Як-7 |
| 06.12.1942 г. | Донской фронт                                   | 16-я воздушная армия             |                                        | 283-я истребительная авиационная дивизия     | передал лётно-технический состав в 520-й иап, убыл на доукомплектование и переучивание                                     |
| 26.12.1942 г. | Приволжский военный округ                       | ВВС Приволжского военного округа |                                        | 8-й запасной истребительный авиационный полк | Як-1Б, аэродром Малино; доукомплектован лётным составом (26 лётчиков) из 534-го иап ДВФ и техсоставом из резерва 8-го зиап |
| 10.02.1943 г. | Резерв Верховного Главнокомандования            | Авиация Резерва ВГК              |                                        | 265-я истребительная авиационная дивизия     | Як-1Б |
| 21.02.1943 г. | Резерв Верховного Главнокомандования            | Авиация Резерва ВГК              | 3-й истребительный авиационный корпус  | 265-я истребительная авиационная дивизия     | Як-1Б |
| 19.04.1943 г. | Северо-Кавказский фронт                         | 4-я воздушная армия              | 3-й истребительный авиационный корпус  | 265-я истребительная авиационная дивизия     | Як-1Б |
| 23.06.1943 г. | Брянский фронт                                  | Авиация Резерва ВГК              | 3-й истребительный авиационный корпус  | 265-я истребительная авиационная дивизия     | Як-1Б, с. Трубетчино Тамбовской области                                                                                    |
| 09.07.1943 г. | Степной фронт                                   | 5-я воздушная армия              | 3-й истребительный авиационный корпус  | 265-я истребительная авиационная дивизия     | Як-1Б, Як-9Т Тамбовская область, боевой работы не вёл                                                                      |
| 04.08.1943 г. | Резерв Верховного Главнокомандования            | Авиация Резерва ВГК              | 3-й истребительный авиационный корпус  | 265-я истребительная авиационная дивизия     | Як-1Б, Як-9Т |
| 01.09.1943 г. | Южный фронт                                     | 8-я воздушная армия              | 3-й истребительный авиационный корпус  | 265-я истребительная авиационная дивизия     | Як-1Б, Як-9Т |
| 20.10.1943 г. | 4-й Украинский фронт                            | 8-я воздушная армия              | 3-й истребительный авиационный корпус  | 265-я истребительная авиационная дивизия     | Як-1Б, Як-9Т |
| 13.05.1944 г. | Резерв Верховного Главнокомандования            | Авиация Резерва ВГК              | 3-й истребительный авиационный корпус  | 265-я истребительная авиационная дивизия     | Як-1Б, Як-9Т |
| 22.06.1944 г. | 3-й Белорусский фронт                           | 1-я воздушная армия              | 3-й истребительный авиационный корпус  | 265-я истребительная авиационная дивизия     | Як-9 |
| 10.09.1944 г. | Резерв Верховного Главнокомандования            | Авиация Резерва ВГК              | 3-й истребительный авиационный корпус  | 265-я истребительная авиационная дивизия     | Як-9, местечки Могильно и Славатыче, Западная Украина                                                                      |
| 21.11.1944 г. | 1-й Белорусский фронт                           | 16-я воздушная армия             | 3-й истребительный авиационный корпус  | 265-я истребительная авиационная дивизия     | Як-9 |
| 09.05.1945 г. | 1-й Белорусский фронт                           | 16-я воздушная армия             | 3-й истребительный авиационный корпус  | 265-я истребительная авиационная дивизия     | Як-9У, Як-3 |
| 10.06.1945 г. | Группа советских оккупационных войск в Германии | 16-я воздушная армия             | 3-й истребительный авиационный корпус  | 265-я истребительная авиационная дивизия     | Як-9У, Як-3 |
| 03.04.1947 г. | Группа советских оккупационных войск в Германии | 24-я воздушная армия             | 71-й истребительный авиационный корпус | 175-я истребительная авиационная дивизия     | расформирован |

## Первая победа полка в воздушном бою
Первая известная воздушная победа полка в Великой Отечественной войне одержана 29 июля 1942 года: парой Як-1 (ведущий старший лейтенант Незоля П. Г.) в воздушном бою в районе д. Алёшки сбит самолёт противника «Фокке-Вульф».

## Участие в операциях и битвах
- Ржевско-Сычёвская операция — с 31 июля 1942 года по 9 августа 1942 года.
- Сталинградская битва с 22 сентября 1942 года по 25 ноября 1942 года.
- Воздушное сражение на Кубани[8] с 17 апреля 1943 года по 7 июня 1943 года.
- Донбасская операция[8] с 1 сентября 1943 года по 22 сентября 1943 года.
- Мелитопольская операция[8] с 26 сентября 1943 года по 5 ноября 1943 года.
- Никопольско-Криворожская наступательная операция[8] с 30 января 1944 года по 29 февраля 1944 года.
- Крымская операция[8] с 8 апреля 1944 года по 12 мая 1944 года.
- Белорусская операция «Багратион»[8] с 23 июня 1944 года по 29 августа 1944 года.
- Вильнюсская фронтовая наступательная операция[8] с 5 июля 1944 года по 20 июля 1944 года.
- Каунасская наступательная операция[8] с 28 июля 1944 года по 28 августа 1944 года.
- Висло-Одерская операция с 12 января 1945 по 3 февраля 1945 года.
- Варшавско-Познанская наступательная операция с 14 января 1945 года по 3 февраля 1945 года.
- Восточно-Померанская операция[8] с 10 февраля 1945 года по 20 марта 1945 года.
- Берлинская наступательная операция[8] с 16 апреля 1945 года по 8 мая 1945 года.

## Почётные наименования
812-му истребительному авиационному полку за отличие в боях с немецкими захватчиками за освобождение города Севастополь 24 мая 1944 года присвоено почётное наименование «Севастопольский».

## Награды
812-й Севастопольский истребительный авиационный полк за образцовое выполнение заданий командования в боях с немецкими захватчиками при форсировании реки Березина, за овладение городом Борисов и проявленные при этом доблесть и мужество Указом Президиума Верховного Совета СССР от 10 июля 1944 года награждён орденом «Боевого Красного Знамени».

 812-й Севастопольский Краснознамённый истребительный авиационный полк за образцовое выполнение боевых заданий командования в боях при прорыве обороны немцев и наступлении на Берлин и проявленные при этом доблесть и мужество Указом Президиума Верховного Совета СССР от 28 мая 1945 года награждён орденом «Суворова III степени».
| Як-7УТ | Як-9УМ | Як-7 |

## Отличившиеся воины полка
- Анкудинов Егор Ефремович, майор, заместитель командира 812-го истребительного авиационного полка 265-й истребительной авиационной дивизии 3-го истребительного авиационного корпуса 16-й воздушной армии 15 мая 1946 года удостоен звания Герой Советского Союза. Золотая Звезда № 7011.
- Джабидзе Давид Васильевич, капитан, командир эскадрильи 812-го истребительного авиационного полка 265-й истребительной авиационной дивизии 3-го истребительного авиационного корпуса 16-й воздушной армии 15 мая 1946 года удостоен звания Герой Советского Союза. Золотая Звезда № 9006.
- Ерёмин Алексей Устинович, майор, командир 812-го истребительного авиационного полка 265-й истребительной авиационной дивизии 3-го истребительного авиационного корпуса 27 июня 1945 года удостоен звания Герой Советского Союза будучи командиром 355-го истребительного авиационного полка 181-й истребительной авиационной дивизии. Золотая Звезда № 7711.
- Тищенко Александр Трофимович, капитан, штурман 812-го истребительного авиационного полка 265-й истребительной авиационной дивизии 3-го истребительного авиационного корпуса 16-й воздушной армии 15 мая 1946 года удостоен звания Герой Советского Союза. Золотая Звезда № 9012.
- Тарасов, Павел Тимофеевич, майор, помощник по воздушно-стрелковой службе командира 812-го истребительного авиационного полка 265-й истребительной авиационной дивизии 3-го истребительного авиационного корпуса 8-й воздушной армии 13 апреля 1944 года удостоен звания Герой Советского Союза. Золотая Звезда № 1313.
- Фёдоров Иван Васильевич, старший лейтенант, командир эскадрильи 812-го истребительного авиационного полка 265-й истребительной авиационной дивизии 3-го истребительного авиационного корпуса 1-й воздушной армии у 26 октября 1944 года удостоен звания Герой Советского Союза. Золотая Звезда № 4506.

## Благодарности Верховного Главнокомандования
За проявленные образцы мужества и героизма Верховным Главнокомандующим лётчикам полка в составе дивизии объявлялись благодарности:
- За освобождение города Мелитополь[10].
- За освобождение города Симферополь[11].
- За овладение городами Сохачев, Скерневице и Лович[12].
- За овладение городами Лодзь, Кутно, Томашув (Томашов), Гостынин и Ленчица[13].
- За овладение городом Быдгощ (Бромберг)[14].
- За овладение городами Штаргард, Наугард, Польцин[15].
- За овладение городом Альтдамм[16].

За проявленные образцы мужества и героизма Верховным Главнокомандующим лётчикам полка в составе корпуса объявлялись благодарности:
- За прорыв обороны немцев на их плацдарме южнее города Никополь[17].
- За прорыв сильно укреплённой обороны противника на Перекопском перешейке[18].
- За освобождение города Севастополь[19].
- За освобождение города Орша[20].
- За овладение городом Минск[21].
- За овладение городом Вильнюс[22].
- За овладение городом и крепостью Каунас (Ковно)[23].
- За овладение городом Варшава[24].
- За овладение городами Влоцлавек, Бжесць-Куявски и Коло[25].
- За овладение городами Хоэнзальца (Иновроцлав), Александров, Аргенау и Лабишин[26].
- За овладение городами Бервальде, Темпельбург, Фалькенбург, Драмбург, Вангерин, Лабес, Фрайенвальде, Шифелъбайн, Регенвальде и Керлин[27].
- За овладение городами Бельгард, Трептов, Грайфенберг, Каммин, Гюльцов, Плате[28].
- За овладение городами Голлнов, Штепенитц и Массов[29].
- За овладение городами Франкфурт-на-Одере, Вандлитц, Ораниенбург, Биркенвердер, Геннигсдорф, Панков, Фридрихсфелъде, Карлсхорст, Кепеник и вступление в столицу Германии город Берлин[30].
- За овладение городами Науен, Эльшталь, Рорбек, Марквардт и Кетцин[31].
- За овладение городами Ратенов, Шпандау, Потсдам[32].
- За овладение городом Бранденбург[33].
- За овладение городом Берлин[34].

## Статистика боевых действий
Всего за годы Великой Отечественной войны полком:
| Выполнено боевых вылетов | Сбито самолётов в воздухе | Уничтожено самолётов всего |
| ------------------------ | ------------------------- | -------------------------- |
| 7535                     | 389                       | 505                        |

Свои потери:
| Потеряно самолётов, всего | Погибло лётчиков всего | Из них погибло в воздушных боях | Из них не вернулось с боевого задания | Из них погибло при налётах | Из них погибло в авиакатастрофах | Из них прочие небоевые |
| ------------------------- | ---------------------- | ------------------------------- | ------------------------------------- | -------------------------- | -------------------------------- | ---------------------- |
| 135                       | 64                     | 35                              | 23                                    | 1                          | 6                                | 0                      |

## Самолёты на вооружении
| Период      | Самолёты |
| ----------- | -------- |
| 1942 — 1942 | И-16     |
| 1942 — 1942 | Як-7     |
| 1942 — 1943 | Як-1     |
| 1942 — 1944 | Як-1Б    |
| 1943 — 1945 | Як-9     |
| 1945 — 1947 | Як-3     |

## Базирование
| Период            | Аэродромы                       |
| ----------------- | ------------------------------- |
| 05.1945 — 06.1946 | Далльгов-Дёбериц, Германия      |
| 06.1946 — 12.1947 | Нойендорф-Бранденбург, Германия |